# العمق (الرين)
العمق، هي قرية من فئة (أ) تقع في محافظة الرين، والتابعة لمنطقة الرياض في السعودية. وتبعد العمق عن محافظة الرين بمسافة تقارب () كم.